# Anoplodera rufihumeralis
Anoplodera rufihumeralis là một loài bọ cánh cứng trong họ Cerambycidae.